# 霍莫薩薩斯普林斯 (佛羅里達州)
霍莫薩薩斯普林斯（英語：Homosassa Springs）是位於美國佛羅里達州西特拉斯縣的一個人口普查指定地區。

## 地理
霍莫薩薩斯普林斯的座標為28°48′26″N 82°38′00″W / 28.80722°N 82.63333°W，而該地最高點為海拔高度2米（即7英尺）。

## 人口
根據2010年美國人口普查的數據，霍莫薩薩斯普林斯的面積為65.14平方千米，當中陸地面積為65.10平方千米，而水域面積為0.04平方千米。當地共有人口13971人，而人口密度為每平方千米214人。